# Amber Le Bon
Pour les articles homonymes, voir Le Bon.
Amber Le Bon est une mannequin anglaise, née le 25 août 1989.
Elle est surtout connue pour être le nouveau[Quand ?] visage du célèbre magasin américain Forever 21.

## Biographie
Fille du chanteur Simon Le Bon et du mannequin Yasmin Le Bon, elle est née à l'Hôpital Humana Wellington à St. John's Wood, Londres. Elle fréquente l'école préparatoire Newton à Londres pendant ses premières années avant d'aller à l'école Heathfield à Ascot, où elle obtient un baccalauréat en musique, histoire de l'art et de la photographie. Elle chante et joue également du piano. 

## Carrière
En juillet 2009, elle est élue « la fille de célébrité la plus Hot du monde » par les visiteurs de Zootoday.com. Elle pose pour la marque Moschino et River Island. Elle mène une campagne pour la marque de shampooing Pantene,.    
En mars 2010, elle pose en couverture du magazine Tatler UK et en octobre 2010, elle pose en couverture du magazine Playing Fashion.    
Elle pose en couverture du magazine Vanidad en juin 2011.     
En 2013, elle pose en couverture des magazine Grazia Italie en mai, Serbie en août et Espagne en octobre.